# مهمت عاکف پیریم
مهمت عاکف پیریم (ترکی استانبولی: Mehmet Akif Pirim؛ زادهٔ ۱۷ سپتامبر ۱۹۶۸) کشتی‌گیر فرنگی اهل ترکیه بود.